# Tant que brillera le jour (recueil de nouvelles)
Pour les articles homonymes, voir Tant que brillera le jour.
Tant que brillera le jour (While the Light Lasts and Other Stories dans l'édition originale britannique) est un recueil de neuf nouvelles policières d'Agatha Christie, paru en 1997 au Royaume-Uni. En France, le recueil sort en 1999 chez les Éditions du Masque.
Seules les nouvelles nos 4 et 8 mettent en scène un personnage récurrent : le détective belge Hercule Poirot.

## Composition du recueil
Il faut remarquer que, contrairement à ce qui s'est passé pour la publication d'autres recueils de nouvelles d'Agatha Christie en France, les éditions du Masque (nouveau nom de l'ex-Librairie des Champs-Élysées) ont fait le choix :
- de suivre strictement la composition du recueil originel publié deux ans plus tôt par HarperCollins,
- de respecter l'ordre de publication des nouvelles au sein du recueil, dans le recueil français des éditions du Masque,
- et enfin de suivre le choix britannique pour le titre du recueil, en donnant à celui-ci le titre de la dernière des neuf nouvelles.

1. La Maison des rêves (The House of Dreams)
2. La Comédienne (The Actress)
3. Le Point de non-retour (The Edge)
4. Une aventure de Noël (Christmas Adventure)
5. Le Dieu solitaire (The Lonely God)
6. L'Or de Man (Manx Gold)
7. En dedans d'une muraille (Within a Wall)
8. Le Mystère du bahut de Bagdad (The Mystery of the Baghdad Chest)
9. Tant que brillera le jour (While the Light Lasts)

## Publication américaine
Un recueil similaire est sorti la même année (1997) aux États-Unis sous le titre The Harlequin Tea Set and Other Stories, ne reprenant que sept des neuf nouvelles du recueil britannique : les nouvelles nos 1, 2, 3, 5, 6, 7 et 9. Les deux nouvelles nos 4 et 8 sont des premières versions de nouvelles développées plus longuement par la suite :
- la nouvelle no 4 n'est pas publiée aux États-Unis ;
- la nouvelle no 8 est remplacée par sa version expansée (Le Mystère du bahut espagnol) dans le recueil américain.
La première version a déjà été publiée en 1939 dans The Regatta Mystery and Other Stories.

L'ordre de publication des recueils américains et britanniques n'est pas le même.

## Éditions
- (en) While the Light Lasts and Other Stories, Londres, HarperCollins, 4 août 1997, 182 p. (ISBN 0-00-232643-4)
- Tant que brillera le jour  (trad. de l'anglais par Michel Averlant, Pascal Aubin et Jean-Claude Dieuleveux), Paris, Éditions du Masque, coll. « Masque Grand Format », 1999, 278 p. (ISBN 2-7024-7896-4, BNF 37044595)
- Tant que brillera le jour  (trad. de l'anglais par Michel Averlant, Pascal Aubin et Jean-Claude Dieuleveux), Paris, Librairie générale française, coll. « Le livre de poche » (no 14863), 2000, 248 p. (ISBN 2-253-14863-6, BNF 37187020)
- Tant que brillera le jour  (trad. Michel Averlant, Pascal Aubin et Jean-Claude Dieuleveux), Paris, Librairie des Champs-Élysées, coll. « Le Masque » (no 2454), 2001, 251 p. (ISBN 2-7024-3041-4, BNF 37655088)
- Tant que brillera le jour  (trad. de l'anglais par Michel Averlant, Pascal Aubin et Jean-Claude Dieuleveux), Paris, Hachette collections, coll. « Agatha Christie » (no 77), 2007, 279 p. (ISBN 978-2-84634-594-1 et 2-84634-594-5, BNF 40995670)